# Évald Iliénkov
Évald Vasílievich Iliénkov (en ruso Э́вальд Васи́льевич Илье́нков),(Smolensk, 18 de febrero de 1924 - Moscú, 21 de marzo de 1979) fue un filósofo marxista soviético.

## Datos biográficos
La familia Iliénkov se trasladó de Smolensk a Moscú cuando él era niño. Desde muy joven, Evald se interesó por la música de Richard Wagner y la filosofía de Baruch Spinoza. Las  conferencias de su profesor Borís Stepánovich Chernyshov sobre la Lógica de Hegel, marcaron su trayectoria futura. Tuvo que interrumpir sus estudios durante la II Guerra Mundial para ingresa al Ejército Rojo. Combatió en el frente occidental, y con una batería de la artillería alcanzó a llegar hasta Berlín. Luego continuó estudiando en la Facultad de Filosofía de la Universidad Estatal de Moscú, donde se graduó en 1950. En 1953 Iliénkov se doctoró con una tesis sobre "Algunas cuestiones de la dialéctica materialista en la obra de Marx Crítica de la Economía Política". Se casó con la profesora Olga Salímova.
En 1955, su obra La dialéctica de lo abstracto y lo concreto en El Capital de Marx fue criticada como "distorsión del marxismo", primero en los círculos académicos y políticos universitarios y luego en el diario Pravda y en 1956 Iliénkov y su compañero I. Korovikov fueron despedidos de sus cargos como profesores. Desde 1968, trabajó en el Instituto de Filosofía, al cual ingresó cuando era dirigido por Pável Kopnín. Desde entonces sus obras fueron publicadas. En 1979, se suicidó sin que se hayan establecido las causas.

## Concepciones
Estudió cuestiones centrales de la filosofía, principalmente la teoría del conocimiento y la lógica dialéctica, desde un punto de vista materialista. Enfatizó en la unidad entre lo subjetivo y lo objetivo y en la vinculación orgánica entre la lógica y la historia. Fue un crítico incesante del positivismo. La filosofía alcanza una reflexión del pensamiento en sí mismo. 
Como filósofo trató también preguntas sobre sicología y educación y escribió sobre la teoría de la personalidad, el desarrollo de pensamiento y la apropiación del conocimiento en la enseñanza de la escuela. Tuvo particular interés en la teoría de la actividad en conexión con la escuela cultural-histórica. Realizó investigaciones en el colegio de internos para sordos de Zagorsk bajo dirección de Aleksandr Mescheriakov y trató de continuar la labor de éste tras su fallecimiento en 1974.

## Obras
- La dialéctica de lo abstracto y lo concreto en El Capital de Marx (Диалектика абстрактного и конкретного в „Капитале“ Маркса); Moscú 1960
- La cuestión de la naturaleza del pensamiento (К вопросу о природе мышления), Moscú 1968
- Sobre los ídolos y los ideales (Об идолах и идеалах); Moscú 1968
- Lógica Dialéctica. Ensayos sobre historia y teoría (Диалектическая логика. Очерки истории и теории); Moscú 1974
- La dialéctica leninista y la metafísica del positivismo (Ленинская диалектика и метафизика позитивизма), Moscú, Politizdat 1980
- El arte y el ideal comunista (Искусство и коммунистический идеал) Moscú, Iskusstvo, 1984
- Filosofía y Cultura (Философия и культура) Moscú, Politizdat 1991

### Traducciones al castellano
- La dialéctica de lo abstracto y lo concreto en "El capital" de Marx. En A.A.V.V., Problemas actuales de la dialéctica. Madrid: Alberto Corazón. 1971
- Lógica dialéctica. Moscú: Editorial Progreso, 1977 (Tr. Jorge Bayona).
- Lógica dialéctica, ensayos sobre historia y teoría. La Habana: Editorial de Ciencias Sociales, 1984 (Tr. Marta Ayala).
- Dialéctica de lo abstracto y lo concreto en El Capital de Marx. Quito: EDITHOR, ISBN 978-9978-346-02-0, 2006.
- La lógica económica del socialismo. Quito: EDITHOR, ISBN 978-9978-346-04-4, 2012.
- La dialéctica leninista y la metafísica del positivismo. Quito: EDITHOR, ISBN 978-9978-346-06-8, 2014.
- Dialéctica de lo abstracto y lo concreto en El Capital de Marx. Quito: EDITHOR, ISBN 978-9978-346-09-9, 2016.
- Educación, conocimiento y pedagogía. Quito: EDITHOR, ISBN 978-9978-346-11-2, 2017.

## Filmografía
- Ильенков. Фильм Александра Рожкова (Iliénkov. Película de Aleksandr Rozhkov), 83 minutos, 2017. Documental sobre la biografía y legado teórico de Évald Iliénkov, subtitulado en inglés y que puede observarse en YouTube.
- El programa venezolano Escuela de Cuadros ha dedicado algunos de sus números al estudio de la obra de Évald Iliénkov: como los programas titulados "Marx y el mundo occidental", "Dialéctica de lo ideal" y "La escuela debe enseñar a pensar", los tres bajo la guía del filósofo cubano Rubén Zardoya Loureda.